# Колыванская улица (Новосибирск)
Колыванская улица — улица в Центральном районе Новосибирска.
Начинается от Красного проспекта и заканчивается в глубине жилого квартала, образованного Красным проспектом, улицами Каинской и Серебренниковской, а также железнодорожной ветвью с южной стороны. Нумерация домов увеличивается с востока на запад (в сторону Серебренниковской улицы). Северная сторона — нечётная, южная сторона — чётная.

## Исторические здания
- Дом № 5 — жилой дом, построенный в 1904 году. Памятник архитектуры регионального значения[1].
- Дом № 7 — одноэтажное деревянное здание, построенное в 1914 году на территории, ставшей свободной после пожара, произошедшего в городе в 1909 году. Памятник архитектуры регионального значения[2].